# Neißemünde
Neißemünde è un comune di 1 580 abitanti del Brandeburgo, in Germania.

Appartiene al circondario dell'Oder-Sprea ed è parte della comunità amministrativa di Neuzelle.

## Geografia antropica

### Suddivisioni amministrative
Il comune di Neißemünde comprende 4 centri abitati (Ortsteil):
- Breslack
- Coschen
- Ratzdorf
- Wellmitz

## Società

### Evoluzione demografica
- Sviluppo della popolazione dal 1875 entro gli attuali confini (Linea Blu: Popolazione; Linea puntata: Confronto dello sviluppo della popolazione dello stato del Brandenburgo; Sfondo grigio: Ai tempi del governo nazista; Sfondo rosso: Al tempo del governo comunista)

| Anno | Abitanti |
| ---- | -------- |
| 1875 | 2 719    |
| 1890 | 2 691    |
| 1910 | 2 459    |
| 1925 | 2 515    |
| 1933 | 2 570    |
| 1939 | 2 474    |
| 1946 | 3 555    |
| 1950 | 3 644    |
| 1964 | 2 842    |
| 1971 | 2 569    |

| Anno | Abitanti |
| ---- | -------- |
| 1981 | 2 046    |
| 1985 | 2 007    |
| 1989 | 1 918    |
| 1990 | 1 874    |
| 1991 | 1 842    |
| 1992 | 1 817    |
| 1993 | 1 811    |
| 1994 | 1 809    |
| 1995 | 1 843    |
| 1996 | 1 854    |

| Anno | Abitanti |
| ---- | -------- |
| 1997 | 1 909    |
| 1998 | 1 925    |
| 1999 | 1 896    |
| 2000 | 1 917    |
| 2001 | 1 903    |
| 2002 | 1 912    |
| 2003 | 1 890    |
| 2004 | 1 880    |
| 2005 | 1 884    |
| 2006 | 1 868    |

| Anno | Abitanti |
| ---- | -------- |
| 2007 | 1 840    |
| 2008 | 1 807    |
| 2009 | 1 795    |
| 2010 | 1 761    |
| 2011 | 1 747    |
| 2012 | 1 728    |
| 2013 |          |

Fonti dei dati sono nel dettaglio nelle Wikimedia Commons..